# Église protestante (Sélestat)

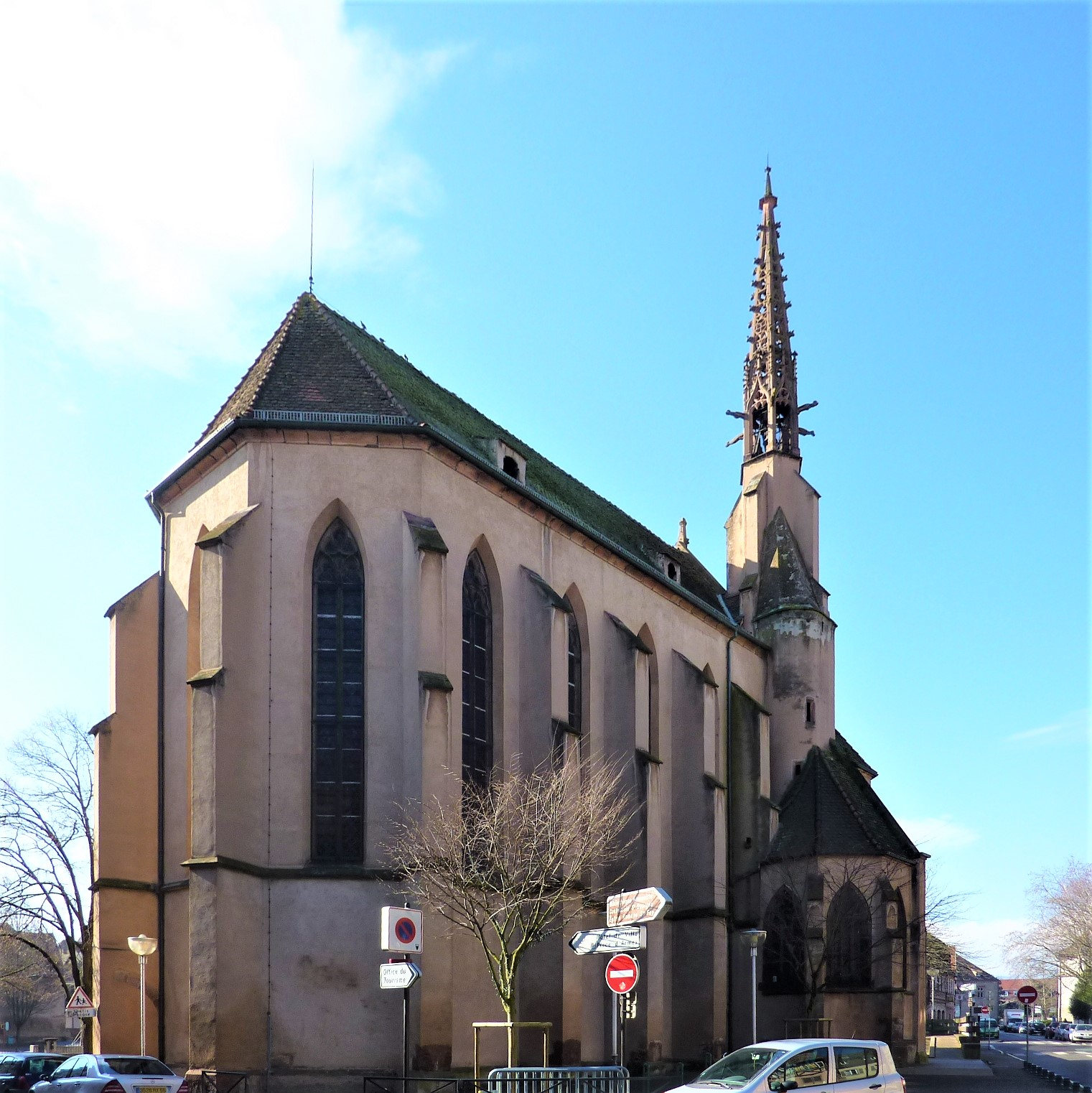
Die Église protestante in Sélestat

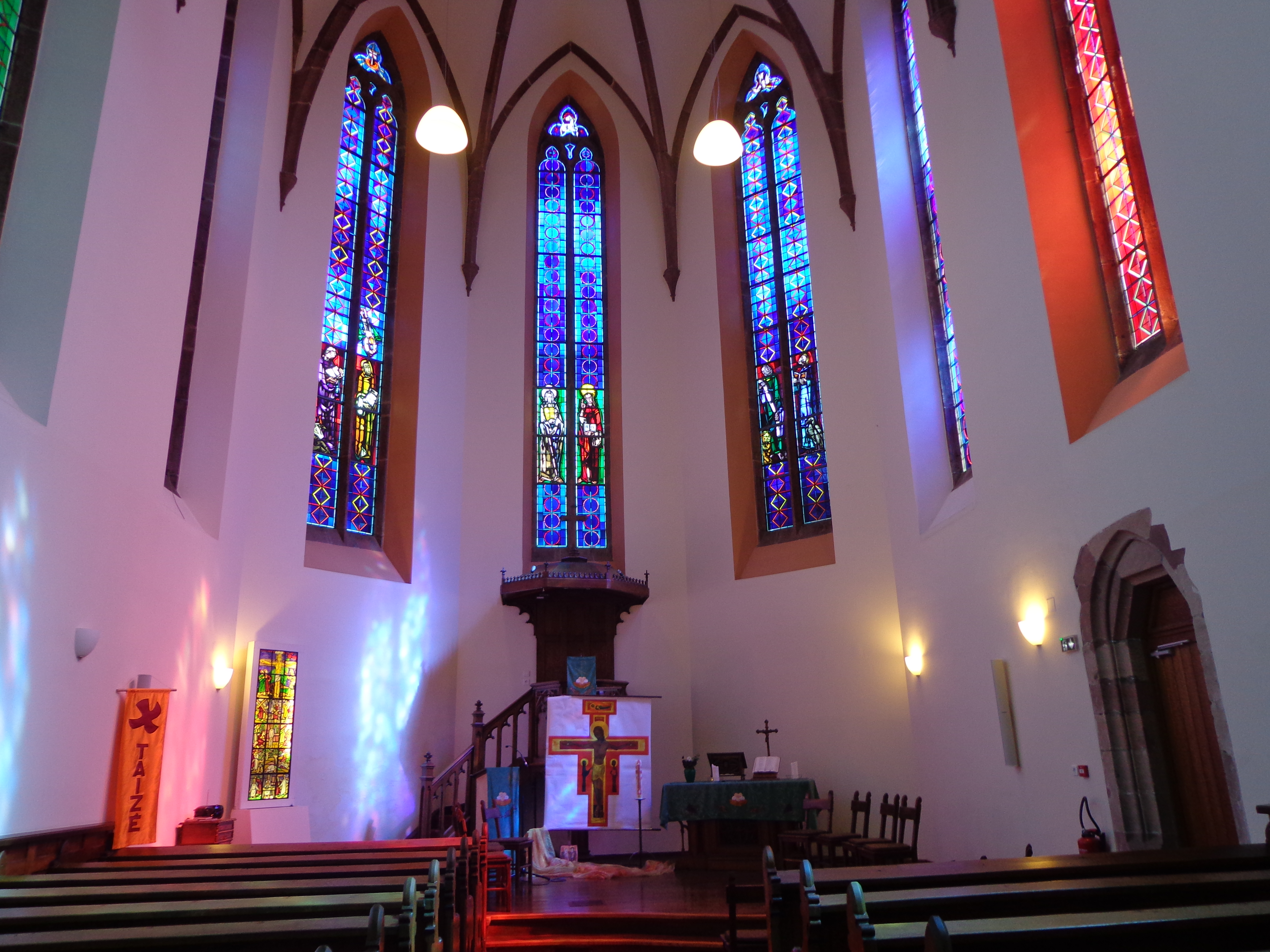
Inneres Richtung Osten

Die Église protestante (deutsch Evangelische Kirche) ist ein Kirchengebäude der lutherischen Protestantischen Kirche Augsburgischen Bekenntnisses von Elsass und Lothringen in Sélestat (Département Bas-Rhin) in Frankreich. Die Kirche ist seit 1983 als Monument historique eingestuft. Die Kirche ist außerdem eingetragen im Verzeichnis des architektonischen Erbes Frankreichs.

## Geschichte
Die heutige evangelisch-lutherische Kirche, die ursprünglich dem Patrozinium der Unbefleckten Empfängnis Mariens unterstellt war, geht auf die frühere Klosterkirche der Franziskaner zurück, deren erhaltenen Chorraum sie darstellt. Mit dem Bau des Chorraums der Kirche sowie einer eingewölbten Sakristei des 1280 gegründeten Franziskanerklosters wurde im Jahr 1281 begonnen. Die Errichtung des Langhauses der Klosterkirche erfolgte im 14. Jahrhundert. Die der Jungfrau Maria gewidmete Nordkapelle wurde um 1330 erbaut. Schließlich entstand um 1430 der gotische Glockenturm neben der Nordwand des Chores. 1522 wurde an das Nordschiff eine Kapelle für drei Grabdenkmäler der Gebrüder Rathsamhausen errichtet, die bereits im 17. Jahrhundert zerstört wurde. 1525 wurde das Kloster im Zuge der Reformation geschlossen, aber bereits 1619 durch die Stadt den Franziskanern zurückgegeben, die das Kloster bis zu seiner Aufhebung 1791 während der Französischen Revolution besiedelten.
Das Kloster und die Kirche wurden 1810 von der Stadt aufgekauft und dienten als Futterlager für die Armee. 1876 baten die Lutheraner die Stadt, ihnen die Kirche zuzuweisen. Das Kirchenschiff, welches sich in einem sehr schlechten Zustand befand, wurde 1878 mit der Sakristei niedergelegt. Der erhaltene Chorraum wurde unter Leitung des städtischen Architekten Jean-Jacques Stamm restauriert, der auch die neugotische Westfassade hinzufügte. Die Einweihung als evangelische Kirche erfolgte 1881. Der Glockenturm wurde 1978 restauriert.